# Zespół przyrodniczo-krajobrazowy „Wzgórze Gołonoskie”

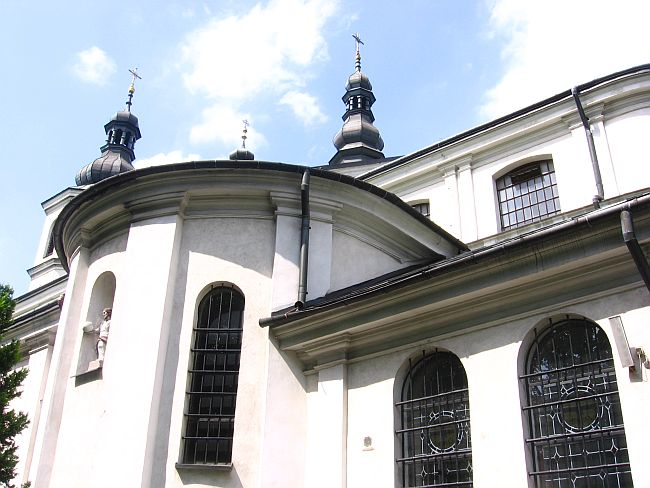
Kościół św. Antoniego

Zespół przyrodniczo-krajobrazowy „Wzgórze Gołonoskie” położony jest w Dąbrowie Górniczej, w dzielnicy miasta o nazwie Gołonóg. Został ustanowiony 27 kwietnia 1994 r. Jego powierzchnia wynosi 5,2 ha.

## Cel ochrony
Celem ustanowienia zespołu przyrodniczo-krajobrazowego jest ochrona obszaru Wzgórza Gołonoskiego, jako wyjątkowo cennego fragmentu krajobrazu naturalnego i kulturowego, dla zachowania jego wartości estetycznych.

## Walory przyrodnicze
Wzgórze Gołonoskie to triasowe wzniesienie o wysokości 335 m n.p.m., zbudowane z warstw wapienia muszlowego. Na wzgórzu zlokalizowana jest parafia rzymskokatolicka pod wezwaniem św. Antoniego. Umiejscowiony tam kościół Narodzenia Najświętszej Marii Panny i św. Antoniego, a także cmentarz i park znajdują się pod nadzorem konserwatora zabytków. Historia kościoła sięga XVII wieku, a cmentarza – 1880 r. Od tego czasu układ ścieżek, alejek czy wygląd bram pozostał niezmieniony. Świątynia obsadzona jest licznymi starymi kasztanowcami. Aleja z takich samych drzew prowadzi z kościoła ku cmentarzowi.
Starodrzew rosnący na Wzgórzu Gołonoskim objęto ochroną ze względu na jego wyjątkowość w krajobrazie naturalnym i kulturowym.
Wzgórze Gołonoskie stanowi bardzo dobre miejsce widokowe na pobliskie tereny. Przy sprzyjającej pogodzie można jednak zobaczyć dalsze rejony, np. Jaworzno, a nieraz nawet Tatry.